# Gran Premio del Portogallo 1994
Il Gran Premio del Portogallo 1994 fu una gara di Formula 1, disputatasi il 25 settembre 1994 sul Circuito di Estoril. Fu la tredicesima prova del mondiale 1994 e vide la vittoria di Damon Hill. È stato l'ultimo gran premio in F1 per Yannick Dalmas e per Philippe Adams

## Qualifiche
| Pos                     | N  | Pilota                | Costruttore/Motore | Tempo    | Gap    |
| ----------------------- | -- | --------------------- | ------------------ | -------- | ------ |
| 1                       | 28 | Gerhard Berger        | Ferrari            | 1:20.608 |        |
| 2                       | 0  | Damon Hill            | Williams-Renault   | 1:20.766 | +0.158 |
| 3                       | 2  | David Coulthard       | Williams-Renault   | 1:21.033 | +0.425 |
| 4                       | 7  | Mika Häkkinen         | McLaren-Peugeot    | 1:21.251 | +0.643 |
| 5                       | 27 | Jean Alesi            | Ferrari            | 1:21.517 | +0.909 |
| 6                       | 3  | Ukyo Katayama         | Tyrrell-Yamaha     | 1:21.590 | +0.982 |
| 7                       | 8  | Martin Brundle        | McLaren-Peugeot    | 1:21.656 | +1.048 |
| 8                       | 14 | Rubens Barrichello    | Jordan-Hart        | 1:21.796 | +1.188 |
| 9                       | 30 | Heinz-Harald Frentzen | Sauber-Mercedes    | 1:21.921 | +1.313 |
| 10                      | 6  | Jos Verstappen        | Benetton-Ford      | 1:22.000 | +1.392 |
| 11                      | 9  | Christian Fittipaldi  | Footwork-Ford      | 1:22.132 | +1.524 |
| 12                      | 4  | Mark Blundell         | Tyrrell-Yamaha     | 1:22.288 | +1.680 |
| 13                      | 15 | Eddie Irvine          | Jordan-Hart        | 1:22.294 | +1.686 |
| 14                      | 5  | Jyrki Järvilehto      | Benetton-Ford      | 1:22.369 | +1.761 |
| 15                      | 26 | Olivier Panis         | Ligier-Renault     | 1:22.672 | +2.064 |
| 16                      | 10 | Gianni Morbidelli     | Footwork-Ford      | 1:22.756 | +2.148 |
| 17                      | 29 | Andrea De Cesaris     | Sauber-Mercedes    | 1:22.885 | +2.277 |
| 18                      | 23 | Pierluigi Martini     | Minardi-Ford       | 1:23.243 | +2.635 |
| 19                      | 24 | Michele Alboreto      | Minardi-Ford       | 1:23.364 | +2.756 |
| 20                      | 12 | Johnny Herbert        | Lotus-Mugen-Honda  | 1:23.408 | +2.800 |
| 21                      | 25 | Éric Bernard          | Ligier-Renault     | 1:23.699 | +3.091 |
| 22                      | 20 | Érik Comas            | Larrousse-Ford     | 1:24.192 | +3.584 |
| 23                      | 19 | Yannick Dalmas        | Larrousse-Ford     | 1:24.438 | +3.830 |
| 24                      | 31 | David Brabham         | Simtek-Ford        | 1:24.514 | +3.906 |
| 25                      | 11 | Philippe Adams        | Lotus-Mugen-Honda  | 1:25.313 | +4.705 |
| 26                      | 32 | Jean-Marc Gounon      | Simtek-Ford        | 1:25.649 | +5.041 |
| Vetture non qualificate |    |                       |                    |          |        |
| NQ                      | 34 | Bertrand Gachot       | Pacific-Ilmor      | 1:27.385 | +6.777 |
| NQ                      | 33 | Paul Belmondo         | Pacific-Ilmor      | 1:29.000 | +8.392 |

## Gara
Dai blocchi di partenza scatta molto bene la Ferrari di Gerhard Berger, che mantenne la prima posizione e la conservò fino all'8º giro, quando fu costretto a ritirarsi per un problema al cambio mentre precedeva Coulthard, che a sua volta aveva sopravanzato Hill. Al 27º passaggio, per lo stesso motivo dell'austriaco, fu costretto ad abbandonare la corsa Katayama, che stava precedendo la Jordan di Barrichello.
Nel corso della trentatreesima tornata Coulthard va largo mentre affronta un doppiaggio, permettendo così al compagno di squadra Hill di scavalcarlo e raggiungere la prima posizione. Al 39º giro l'altro ferrarista Jean Alesi è costretto a ritiro dopo essersi scontrato con la Simtek di David Brabham mentre cercava di doppiarlo. Poco dopo, Verstappen riuscì a superare la McLaren di Martin Brundle con cui si stava contendendo il quinti posto. La garà proseguì senza colpi di scena e Damon Hill ottenne la sua terza vittoria consecutiva, davanti a Coulthard.
La doppietta consentì alla Williams di passare al comando nella classifica costruttori. Mika Hakkinen giunse terzo con la sua McLaren, Barrichello fu quarto con la Jordan, Verstappen quinto con la Benetton e Martin Brundle sesto con l'altra McLaren. Olivier Panis concluse la gara al 9º posto, ma venne successivamente squalificato per eccessiva usura del fondo della vettura. Decisamente aperto il mondiale piloti, con il "grande assente" Schumacher che precede Hill soltanto di una lunghezza.
| Pos | N. | Pilota                | Costruttore/Motore | Giri | Tempo/Ritiro             | Griglia | Punti |
| --- | -- | --------------------- | ------------------ | ---- | ------------------------ | ------- | ----- |
| 1   | 0  | Damon Hill            | Williams-Renault   | 71   | 1:45:10.165              | 2       | 10    |
| 2   | 2  | David Coulthard       | Williams-Renault   | 71   | +0.603                   | 3       | 6     |
| 3   | 7  | Mika Häkkinen         | McLaren-Peugeot    | 71   | +20.193                  | 4       | 4     |
| 4   | 14 | Rubens Barrichello    | Jordan-Hart        | 71   | +28.003                  | 8       | 3     |
| 5   | 6  | Jos Verstappen        | Benetton-Ford      | 71   | +29.385                  | 10      | 2     |
| 6   | 8  | Martin Brundle        | McLaren-Peugeot    | 71   | +52.702                  | 7       | 1     |
| 7   | 15 | Eddie Irvine          | Jordan-Hart        | 70   | +1 giro                  | 13      |       |
| 8   | 9  | Christian Fittipaldi  | Footwork-Ford      | 70   | +1 giro                  | 11      |       |
| 9   | 10 | Gianni Morbidelli     | Footwork-Ford      | 70   | +1 giro                  | 16      |       |
| 10  | 25 | Éric Bernard          | Ligier-Renault     | 70   | +1 giro                  | 21      |       |
| 11  | 12 | Johnny Herbert        | Lotus-Mugen-Honda  | 70   | +1 giro                  | 20      |       |
| 12  | 23 | Pierluigi Martini     | Minardi-Ford       | 69   | +2 Giri                  | 18      |       |
| 13  | 24 | Michele Alboreto      | Minardi-Ford       | 69   | +2 Giri                  | 19      |       |
| 14  | 19 | Yannick Dalmas        | Larrousse-Ford     | 69   | +2 Giri                  | 23      |       |
| 15  | 32 | Jean-Marc Gounon      | Simtek-Ford        | 67   | +4 Giri                  | 26      |       |
| 16  | 11 | Philippe Adams        | Lotus-Mugen-Honda  | 67   | +4 Giri                  | 25      |       |
| SQ  | 26 | Olivier Panis         | Ligier-Renault     | 70   | Squalificato             | 15      |       |
| Rit | 4  | Mark Blundell         | Tyrrell-Yamaha     | 61   | Motore                   | 12      |       |
| Rit | 5  | Jyrki Järvilehto      | Benetton-Ford      | 60   | Testacoda                | 14      |       |
| Rit | 29 | Andrea De Cesaris     | Sauber-Mercedes    | 54   | Testacoda                | 17      |       |
| Rit | 27 | Jean Alesi            | Ferrari            | 38   | Collisione con D.Brabham | 5       |       |
| Rit | 31 | David Brabham         | Simtek-Ford        | 36   | Collisione con J.Alesi   | 24      |       |
| Rit | 30 | Heinz-Harald Frentzen | Sauber-Mercedes    | 31   | Differenziale            | 9       |       |
| Rit | 20 | Érik Comas            | Larrousse-Ford     | 27   | Sospensioni              | 22      |       |
| Rit | 3  | Ukyo Katayama         | Tyrrell-Yamaha     | 26   | Cambio                   | 6       |       |
| Rit | 28 | Gerhard Berger        | Ferrari            | 7    | Cambio                   | 1       |       |
| NQ  | 34 | Bertrand Gachot       | Pacific-Ilmor      |      |                          |         |       |
| NQ  | 33 | Paul Belmondo         | Pacific-Ilmor      |      |                          |         |       |

## Classifiche

### Piloti
| Pos | Pilota                | Punti |
| --- | --------------------- | ----- |
| 1   | Michael Schumacher    | 76    |
| 2   | Damon Hill            | 75    |
| 3   | Gerhard Berger        | 33    |
| 4   | Mika Häkkinen         | 22    |
| 5   | Jean Alesi            | 19    |
| 6   | Rubens Barrichello    | 16    |
| 7   | David Coulthard       | 14    |
| 8   | Martin Brundle        | 12    |
| 9   | Jos Verstappen        | 10    |
| 10  | Mark Blundell         | 8     |
| 11  | Olivier Panis         | 7     |
| 12  | Nicola Larini         | 6     |
| =   | Christian Fittipaldi  | 6     |
| 14  | Heinz Harald Frentzen | 5     |
| =   | Ukyo Katayama         | 5     |
| 16  | Karl Wendlinger       | 4     |
| =   | Andrea De Cesaris     | 4     |
| =   | Pierluigi Martini     | 4     |
| =   | Éric Bernard          | 4     |
| 20  | Gianni Morbidelli     | 3     |
| 21  | Érik Comas            | 2     |
| 22  | Michele Alboreto      | 1     |
| =   | Eddie Irvine          | 1     |
| =   | JJ Lehto              | 1     |

### Costruttori
| Pos | Team      | Punti |
| --- | --------- | ----- |
| 1   | Williams  | 89    |
| 2   | Benetton  | 87    |
| 3   | Ferrari   | 58    |
| 4   | McLaren   | 34    |
| 5   | Jordan    | 20    |
| 6   | Tyrrell   | 13    |
| 7   | Ligier    | 11    |
| 8   | Sauber    | 10    |
| 9   | Footwork  | 9     |
| 10  | Minardi   | 5     |
| 11  | Larrousse | 2     |